# Eupithecia elissa
Eupithecia elissa là một loài bướm đêm trong họ Geometridae.